# The Five (série télévisée)
Pour les articles homonymes, voir The Five.
The Five ou L'Ombre de Jesse au Québec, est une série télévisée britannique en dix épisodes de 45 minutes créée par l'écrivain de romans policiers Harlan Coben et diffusée entre le 15 avril et le 13 mai 2016 sur Sky1.
En France, la série est diffusée depuis mai 2016 sur Canal+, et au Québec, à compter du 20 juin 2017 sur ICI Radio-Canada Télé.

## Synopsis
En 1995, quatre jeunes amis d'école, Mark Wells (Tom Cullen), Danny Kenwood (O. T. Fagbenle), Slade (Lee Ingleby) et Pru Carew (Sarah Solemani) sont traumatisés après la disparition de Jesse, le petit frère de 5 ans de Mark dans un parc. Jakob Marosi, un tueur en série, avouera être le responsable de la mort de Jesse alors qu'aucun corps n'a été trouvé. Les parents de Jesse, Julie et Alan (Geraldine James et Michael Maloney), abandonnent alors tout espoir de retrouver Jesse vivant.
Vingt ans plus tard, Kenwood est devenu un détective de la police de Westbridge. Il enquête sur le meurtre d'une prostituée sur les lieux duquel l'ADN de Jesse a été trouvé. Les quatre amis d'enfance se réunissent alors dans l'espoir de retrouver Jesse vivant.

## Distribution
- Tom Cullen (VF : Emmanuel Curtil) : Mark Wells
- O. T. Fagbenle (VF : Daniel Lobé) : Danny Kenwood
- Lee Ingleby (VF : Jérémy Bardeau) : Slade
- Sarah Solemani (VF : Stéphanie Hédin) : Pru Carew
- Hannah Arterton (VF : Marie Tirmont) : Ally Caine, la coéquipière de Danny
- Geraldine James (VF : Sylvie Genty) : Julie Wells, la mère de Mark
- Michael Maloney (VF : Gabriel Le Doze) : Alan Wells, le père de Mark
- Jonathan Kerrigan (VF : Benjamin Egner) : Stuart Carew, le mari de Pru
- Don Warrington (en) : Ray Kenwood, le père de Danny
- Sophia La Porta (VF : Diane Dassigny) : Britnay Shearer
- Lee Boardman (en) : Jay Newman
- Honeysuckle Weeks (en) : Laura Marshall
- Martin McCreadie : Karl Hatchett
- Naomi Ackie : Gemma Morgan

Version française :
- Studio de doublage : Dubbing Brothers
- Direction artistique : Hervé Rey
- Adaptation : Tim Stevens, Laurence Duseyau et Sabrina Boyer

 Source et légende : version française (VF) sur RS Doublage

## Épisodes

### Saison 1

#### Épisode 1
En 1995, Jesse Wells âgé de 5 ans a disparu tout en jouant avec son frère aîné, Mark, et trois de ses amis. Vingt ans plus tard, un de ces amis, le sergent-détective Danny Kenwood, enquête sur l'assassinat d'une prostituée Alice Green, et trouve l'ADN de Jesse sur la scène de crime. Il informe Mark, maintenant avocat, et ses deux autres amis, Pru, médecin qualifié, et Slade, qui dirige un refuge pour sans abris. Le tueur d'enfants, Jakob Marosi, avait admis avoir tué Jesse. Slade rencontre une jeune femme, Gemma Morgan, qui a disparu depuis cinq ans et affirme avoir été détenue avec d'autres femmes, mais sa présence dérange Britnay une collègue de Slade. Slade assiste à une réunion mystérieuse dans une chambre d'hôtel, tandis que Danny poursuit un suspect qui peut, ou non, être Jesse.

#### Épisode 2
Danny arrête un homme mystérieux qu'il soupçonne d'avoir commis l'assassinat d'Alice Green, après avoir découvert qu'il avait son téléphone portable en sa possession. Mark et son père, Alan, se rendent au commissariat pour voir les photos de l'homme arrêté dans l'espoir qu'il soit Jesse. Après avoir vu les photos, ils ne pensent pas que ce soit lui. Dans le commissariat, Mark utilise son téléphone portable pour prendre discrètement une photo mortuaire d'Alice Green, qui se trouve sur le bureau de Danny. Mark et Slade utilisent la photo que Mark a prise pour effectuer leur propre enquête et, après avoir parlé avec un contact de Slade, découvrent que le vrai nom de la victime était Selena Calloway. Danny est obligé de libérer son suspect, qui dit s'appeller Joe Hanley, et qui affirme qu'il lui a juste volé son téléphone. Il n'y a pas d'autres preuves contre lui. Gemma la jeune femme séquestrée retrouve ses parents, et décrit à Pru l'endroit où elle était maintenue en captivité. La description de l'emplacement fourni par Gemma, permet à Danny et à sa partenaire, Ally, de rechercher un lieu correspondant à la description. Ils trouvent une maison appartenant au producteur de musique Jay Newman. Il les invite à l'intérieur pour leur montrer son studio d'enregistrement mais hélas Danny et Ally ne se rendent pas compte qu'il détient plusieurs jeunes femmes en captivité dans une pièce insonorisée derrière son studio d'enregistrement. Alors qu'ils ne sont pas en mesure de voir ou d'entendre les jeunes femmes, les soupçons de Danny se confirment quand il ne voit aucun signe comme quoi Newman possède un chien, alors qu'une voisine l'avait informé que Newman promène un chien dans son jardin la nuit. Il se rappelle que Gemma avait dit que son ravisseur lui faisait parfois porter un collier.

#### Épisode 3
Danny et Ally se rendent à la maison de Joe Hanley pour lui poser d'autres questions, mais ils s'aperçoivent que l'homme arrêté n'est pas Joe Henley. Il apparaît que le vrai Joe Hanley a été victime de chantage pour usurper son utilisation d'escorts girls et a permis que son identité soit volée. Mark est appelé par Simon Marshall, le fils de son ex maitresse Laura, pour localiser son père disparu, Kenton. Laura nie toute disparition, affirmant qu'il est en voyage d'affaires, mais Simon soupçonne le contraire. Danny et Ally se rendent à l'appartement de Selena pour rechercher d'autres indices et perturbent l'usurpateur "Joe Hanley" qui agresse Danny et s'enfuit avec l'ordinateur portable de Selena. Danny le poursuit, mais la poursuite se termine mal et l'homme se retrouve dans le coma à l'hôpital. Mark, Alan et Julie la mère de Mark vont voir l'usurpateur "Joe Hanley" à l'hôpital pour savoir s'il est Jesse, mais Julie est catégorique, ce n'est pas lui. "Joe" reprend conscience et s'échappe de l'hôpital. Danny et Ally retourne à la maison de Newman, et découvre qu'il a été assassiné. C'est alors qu'ils découvrent ses captives. L'ordinateur portable de Selena, récupéré sur "Joe", se révèle avoir été nettoyé, mais Ally suggère que Selena peut avoir sauvegardé ses données. Un technicien de la police découvre les données sauvegardées sur le cloud et les codes du mot de passe, mais à ce moment-là un protocole d'auto-suppression s'active et tout disparait. Danny parvient à prendre une photo d'une liste de noms sur l'écran avant que toutes les données soient effacées. L'ADN de Jesse est encore trouvé sur les lieux du crime de Newman. 

#### Épisode 4
Pru aide Mark à obtenir des informations sur la disparition de Kenton Marshall en se faisant passer pour sa femme. Ils visitent l'école où Marshall enseigne sous le prétexte qu'ils veulent inscrire leur fille. Lorsqu'ils demandent à un groupe d'élèves si elles connaissent Marshall, l'une des filles suggère que Marshall entretient des relations avec une étudiante nommée Alexa. Mark se faufile dans le bureau du professeur principal et utilise son ordinateur pour découvrir le nom et l'adresse d'Alexa Mills. Il se rend chez elle avec Pru, pour s'entendre dire par M. et Mme Mills qu'ils n'ont pas de fille. Mark retourne à l'école, se faufile à nouveau dans le bureau du professeur principal et imprime une copie du permis de conduire de M. Mills. Lors de la confrontation avec M. Mills, celui-ci révèle qu'il a été victime de chantage après avoir été avec une prostituée et qu'il a été contraint de signer les inscriptions pour Alexa. En voyant la photo d' Alexa dans le dossier d'inscription, Mark se rend compte qu'il l'a vu quelque part. Mark est ensuite attaqué par un homme bien habillé qui lui dit de rester loin d'Alexa. Pendant ce temps, Danny et Ally sont perplexes quand un corps est retrouvé enterré dans le jardin de Newman. Danny cherche les vieux dossiers de son père à partir du moment de la disparition de Jesse, et s'aperçoit qu'ils ont été trafiqués. Mark et Pru sortent boire un verre et parlent de leur jeunesse. Britnay décide qu'elle doit raconter à la police son rôle dans l'enlèvement des captives de Newman et se rend au commissariat de police, demandant à parler à Danny. Lorsqu'on lui dit que Danny n'est pas là, elle attend dans le hall son retour. Danny et Ally reviennent alors avec les captives de Newman pour les interroger. Une des captives lui dit que rien de tout cela n'est de sa faute et qu'elle doit rentrer chez elle. Britnay quitte le commissariat, mais elle est suivie par l'une des autres captives qui est moins indulgente. Elle suit Britnay jusqu'au foyer de sans-abris, et l'attaque avec un couteau.

#### Épisode 5
Slade trouve Britnay grièvement blessée, mais vivante. Pendant ce temps, Danny et Ally reçoivent des nouvelles que le corps au fond du jardin de Jay Newman était celui d'un ancien médecin et violeur en série condamné, Aldaeous Croft. Pru vient aux mains avec son mari, Stuart, après s'être saoulée toute la nuit et dormi chez Marc. Britnay meurt plus tard à l'hôpital de ses blessures, laissant Slade anéanti. Dans la chasse à découvrir qui Selena Calloway était vraiment, Mark parle à une prostituée qui révèle que Selena rencontrait régulièrement ses clients dans la chambre Envy à l'Hôtel Old. Mark visite l'hôtel, seulement pour trouver une scène de crime ensanglantée, sans victime. Julie affronte une mère sur les marchés qui haranguait son fils. La femme appelle Julie «vieille salope» et Julie la gifle. Après quelques altercation verbale de plus, la femme frappe Julie au visage et lui casse presque le nez. Danny et Ally interviewent Jakob Marosi à nouveau, mais ce dernier met fin brutalement a la conversation lorsque Danny révèle qu'il est le fils de l'officier enquêteur d'origine. Slade, bouleversé par la mort de Britnay, fuit dans sa camionnette dans une région éloignée et brûle des papiers et des photos de Brit. Jaloux de la relation de Pru avec Mark, Stuart utilise un programme de suivi dans son téléphone mobile pour suivre ses mouvements. Il affronte Mark à son bureau et le met en garde en lui intimant l'ordre de rester loin de Pru et d'arrêter de la contacter. Plus tard, Pru quitte la maison et Stuart suit ses pistes jusqu'à l'appartement de Mark. À l'insu de Stuart, Pru était arrivé à temps pour voir Laura rentrer chez lui…

#### Épisode 6
Mark, après avoir parlé à une fille à l'abri, suit une amie d'Alexa à sa sortie de l'école, ce qui le conduit à l'endroit où elle se cache. Elle raconte à Mark que sa mère, Selena, lui a laissé une clé USB avec toutes les informations qui ont conduit à son assassinat. Elle lui avoue également que Kenton Marshall est son père. Elle avoue avoir tout raconté à Kenton et qu'il était allé à l'Hôtel Old pour rencontrer les gens qui la poursuivait. Mark ramène Alexa au centre, mais, quand elle sort fumer une cigarette, une dame mystérieuse l'approche et lui dit que si elle veut voir son père vivant à nouveau, elle doit monter dans la voiture et venir immédiatement. Cette dame l’amène à Porter qui la retient de force et exige qu'elle lui donne le code de cryptage pour la clé usb que Selena lui a laissé, que son compère trouvé caché dans son plâtre. 'Joe Hanley', qui travaille pour Porter, est là aussi. À l'extérieur, Paine donne à Mark et Slade le code de sécurité et ils passent à l'arrière de la maison tandis que Paine pénètre par l'avant. Paine entre dans la cuisine et, au cours d'une confrontation tendue, Porter lui tire dans la jambe avant de tuer 'Joe Hanley'. Dans l'intervalle, Slade est capturé et amené dans la pièce. Porter dit qu'il avait l'intention de les tuer tous les deux et blâmer l'assassiner de Joe sur eux et dire à la police qu'il a agi en légitime défense. Mark se glisse derrière Porter et le frappe. Il essaie d'obtenir des réponses à propos de Jesse, mais avant qu'il ne puisse dire quoi que ce soit, Paine ramasse l'arme à feu et lui tire dans la tête. Après avoir réussi à sauver leur vie, Slade emmène Mark et Alexa dans une maison sûre où Kenton a été caché. Slade révèle qu'il a tué l'homme qui avait été envoyé à l'hôtel pour tuer Kenton. Il avoue également à Mark qu'il est responsable de l'assassinat de Jay Newman. Pendant ce temps, Ally fait une percée dans le cas après que Ray lui révèle l'emplacement des fichiers manquants à partir de l'enquête Jesse Wells. Il les a stockés dans le sous-sol de son ancienne maison et Danny est en mesure de les récupérer. Cependant, certains autres éléments qui ont été stockés au même endroit rappellent quelques sombres souvenirs à Danny.

#### Épisode 7
Mark  s'inquiète lorsque la maison de ses parents reçoit la visite d'un cambrioleur et que seulement quelques vieilles photos de famille laissées dans la chambre de Jesse eurent été volées. Pendant ce temps, durant  de nouvelles fouilles du jardin de Newman, une copie des « Voyages de Gulliver », que Jesse avait sur lui le jour où il a disparu a été découverte. L'examen médico-légal révèle plus tard que le livre est une réimpression datant de dix ans après la disparition. Danny et l'équipe assistent à un concert de charité de la police, mais sont appelés quand Mark parvient à coincer le suspect du cambriolage dans un entrepôt désaffecté à proximité.

#### Épisode 8
Danny et Ally visitent Jakob Marosi en prison où il propose de les emmener à l'endroit où le corps de Jesse est enterré. Danny est d'accord, mais est en colère quand le médecin légiste révèle que les restes trouvés sur le site sont celles d'une fillette et non celle de Jesse. Slade est arrêté pour suspicion du meurtre de Newman : sa camionnette a été vu dans la maison de newman au moment de la mort de ce dernier. Slade appelle Mark comme son avocat et Mark dit aux officiers qu'il est incapable de représenter Slade car il est son alibi et témoigne que Slade était avec lui toute la journée du 22 octobre. Pru reçoit un appel de Stuart qui lui dit qu'il est à l'aéroport et emmène leur fille aux États-Unis. Pru a une crise de larmes et va au club où elle rencontre un étranger qui glisse un mickey dans son verre alors qu'elle est dans les toilettes. Heureusement, une fille de l'abri en est témoin et appelle Slade qui arrive à temps pour arrêter l'étranger et ramène Pru à l'abri. Pru avoue a Slade qu'elle était toujours amoureuse de Mark. Slade lui dit qu'il savait qu'elle se droguait et lui intime l'ordre de laisser Marc tranquille tant qu'elle n'aurait pas résolu son problème de drogue ... Pendant ce temps, Mark raconte à Danny que son père a reçu des lettres de Marosi à la fin des années 1990. L'examen médicolégal sur l'une des enveloppes restantes suggère que les lettres ont été envoyées de Malton, un village situé à 120 km. Danny découvre que l'un des visiteurs de prison de Marosi vit dans le village, et se met à sa recherche. Quand elle refuse de lui donner toute information, Danny demande à Slade de pénétrer dans sa maison. Slade découvre que la femme loue une unité de stockage qui contient les effets de Marosi. Mark et Slade se faufilent dans l'unité de stockage et trouver des bandes vidéos relatives à l'ensemble des victimes de Marosi - y compris Jesse.

#### Épisode 9
Danny examine les bandes vidéos de Marosi. Il y a trois bandes pour chaque enfant basées sur les trois «actes»: la traque, la douleur, la mort. Lorsque Danny et Ally visionnent les bandes de Jesse, ils découvrent que seulement l'une d'elles est remplie: la traque, tandis que les deux autres, douleur et mort, sont vides. Marosi confirme qu'il n'a pas tué Jesse, parce que, quand il était sur le point de l'attirer, son père est arrivé. Alan est arrêté et interrogé par Danny et Ally. Pendant ce temps, incapable de faire face à ses sentiments plus longtemps, Pru décide de dire à Mark qu'elle l'aime, mais leur rencontre tourne court lorsque Danny téléphone à Mark et lui dit qu'il est important qu'il aille au poste immédiatement. Lorsque Mark arrive, Danny lui dit qu'ils ont découvert des preuves ADN qui suggère qu'Alan n'est pas le père de Jesse. Danny et Mark affrontent Julie, qui confirme les éléments de preuve, affirmant qu'un vieil ami, Frank Lipton, avec qui elle a eu une brève liaison, est peut-être le père de Jesse. Comme Danny et Mark essaient de suivre Lipton, Pru et Ally visionnent des images des caméras en rapport avec une banque de sang mobile parce qu'elles croient que la personne qui a laissé tomber le pansement sur la scène du meurtre de Selena peut avoir donné son sang. Elles sont choquées quand elles voient quelqu'un qui porte le sac à dos avec le visage souriant - C'est Karl.

#### Épisode 10
Slade et Mark questionnent Frank Lipton, qui confirme les événements de ce jour - il a vu Jesse seul dans le parc parler à Marosi, et l'emmena chez lui pour rester avec lui. À l'âge de huit ans, il a convaincu Jesse d'adopter un nouveau nom pour échapper à son ancienne vie - et à partir de ce moment, il était connu comme Karl Hatchett. Pendant ce temps, Danny est forcé de faire face à ses propres démons quand il a finalement décide de placer son père dans une maison de soins. Lorsque Ally se rend compte que Karl a disparu, elle se confronte à Cal, qui confirme que Karl a su sa véritable identité après avoir réalisé que le pansement trouvé sur les lieux du crime, contenant l'ADN de Jesse, était le sien. Pru et Slade trouvent une carte de bibliothèque dans la voiture de Karl, et découvrent qu'il a emprunté une copie des «Voyages de Gulliver» seulement 24 heures plus tôt, ce qui conduit Mark à retourner à l'endroit où Jesse a disparu il y a vingt ans.